# Johannes Rudbeckius

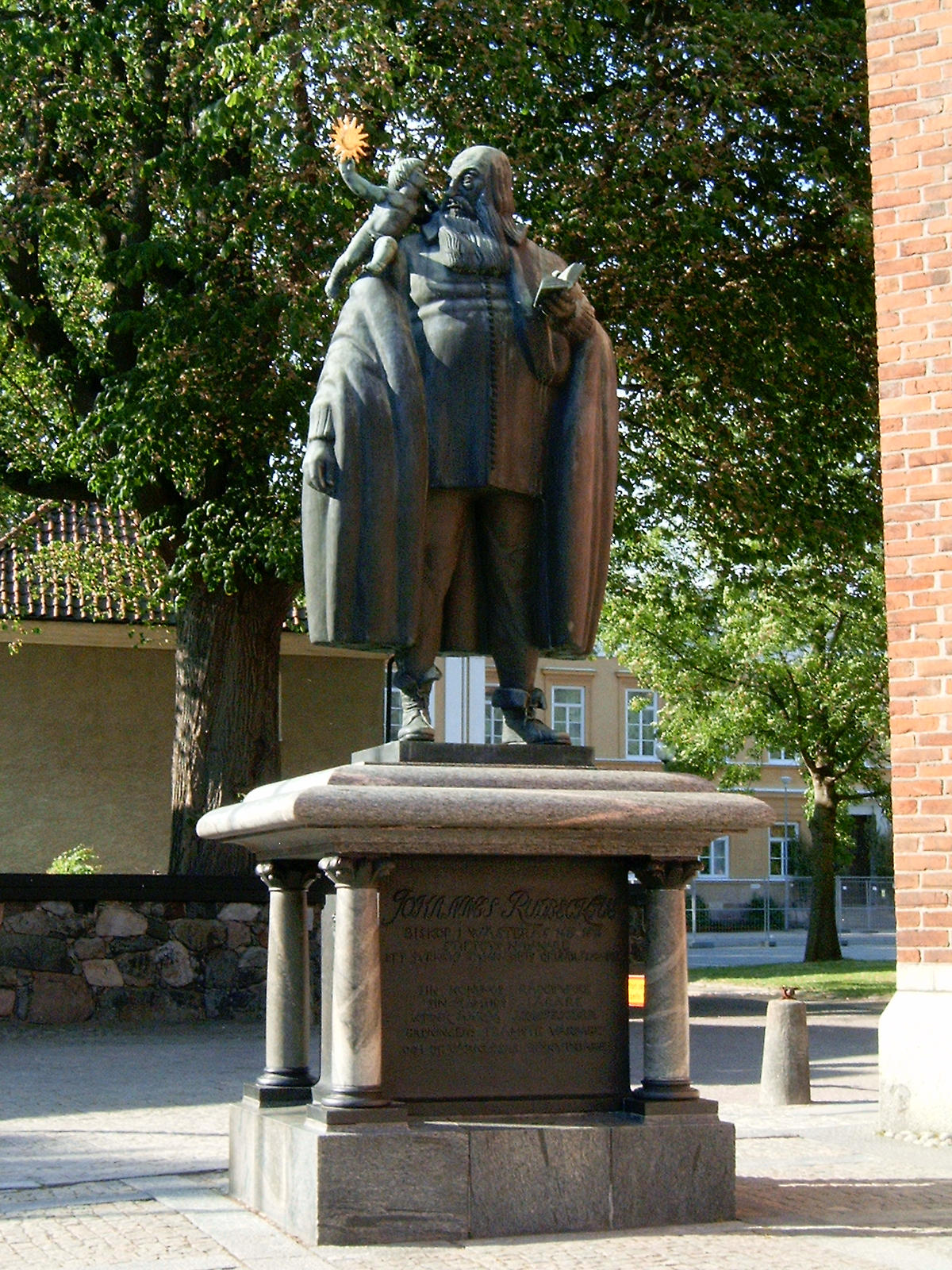
Denkmal für Rudbeckius in Västerås

Johannes Rudbeckius (d. Ä.), auch Johan Rudbeck (* 3. April 1581 in Ormesta (heute ein Teil von Örebro); † 8. August 1646 in Västerås) war ein schwedischer lutherischer Theologe und der bedeutendste Bischof der Großmachtzeit in Schweden.

## Leben
Rudbeckius' Vater Johan Pedersson Rudbeck (1550–1603) stammte aus Holstein und war Stadtschreiber in Örebro, wo Rudbeck die Lateinschule besuchte. Nach weiterer Ausbildung in Strängnäs und Uppsala ging er 1601 zum Studium der Evangelischen Theologie nach Wittenberg, wo er 1603 zum Magister promoviert wurde. Anschließend setzte er sein Studium an der Universität Jena fort. Von Jakob Martini geprägt, war Rudbeck durch seine späteren Veröffentlichungen führend beteiligt an der Begründung der protestantischen Schulmetaphysik, die Einflüsse der Neuscholastik (Francisco Suárez, Giacomo Zabarella) aufnahm.
1604 wurde Rudbeckius Professor für Mathematik in Uppsala. Nach einer weiteren Deutschlandreise wurde er 1610 Professor für Hebräisch und 1611 für Theologie. 1613 war Rudbeckius Rektor der Universität. Nach einem heftigen Streit mit seinem Kollegen Johannes Messenius berief König Gustav II. Adolf ihn 1613 zum Hofprediger. Dort war er vor allem mit der Revision der 1541 erstmals gedruckten Bibelübersetzung beschäftigt, die 1618 erschien. 
Nach der Promotion zum Doktor der Theologie 1617 trat Rudbeckius 1619 seinen Dienst als Bischof der lutherischen schwedischen Kirche in Västerås an. Hier wirkte er besonders als Reformer des Bildungswesens. Das 1623 von ihm gegründete Gymnasium galt als Musterschule für Schweden. 1632 wurde ihm die erste Mädchenschule Schwedens an die Seite gestellt. Bedeutsam ist auch die flächendeckende Einführung der Kirchenbuchführung (Folkbokföring) in den Gemeinden des Bistums sowie die Einführung verpflichtender Katechisationsbesuche (husförhör). 1627 führte er im Auftrag des Königs eine Inspektion in Estland und Ingermanland durch. Nach dem Tod Gustav Adolfs 1632 geriet Rudbeckius (der sich schon ab 1623 den Plänen zur Schaffung eines Oberkonsistoriums widersetzt hatte) in heftige Konflikte mit Axel Oxenstierna, der die Regentschaft führte und einige Privilegien der Kirche abbauen wollte. In zahlreichen Veröffentlichungen und Eingaben beim Reichstag trat Rudbeckius erfolgreich für die Selbständigkeit der Kirche sowie für ein Festhalten am orthodoxen Luthertum ein.
Aus seiner zweiten Ehe mit Magdalena Hising (1602–1649) hatte Rudbeckius elf Kinder, von denen Petrus Johannis Rudbeckius (1625–1701) 1692 Bischof in Skara wurde, Nicolaus Johannis Rudbeckius (1622–1676) wie der Vater Bischof in Västerås und Johannes Rudbeckius der Jüngere (1623–1667) Superintendent. Der zweitjüngste Sohn Olof Rudbeck der Ältere (1630–1702) war ein berühmter Botaniker und Mediziner.

## Schriften (Auswahl)
- Articvli Christianæ religionis ... Brevibus aphorismis comprehensi, & a 4. Maij anni 1611. ad 3. Martij anni 1613. viginti quatvor disputationibus, privatim propositi & ventilati. Uppsala 1615 (Sammlung von Disputationen)
- Dagbok. Hrsg. v. B. Rud. Hall. 1938.
- Loci theologici. Föreläsningar vid Uppsala universitet 1611–1613. Hrsg. v. Bengt Hägglund. 2001.
- Kyrkio-Stadgar För Westerås Stift. Hrsg. v. Herman Lundström. 1900 (Repr. 2010).